# Ruganzu II
Ruganzu II Ndori est un ancien roi (mwami) tutsi du Rwanda, originaire du Royaume de Karagwe, parfois surnommé « le Conquérant ». Il aurait régné de 1600 à 1623, période au cours de laquelle le Rwanda est devenu un État-nation.
Après onze ans d'exil d'un jeune homme inepte, Ruganzu décide de retourner au Rwanda pour le libérer des usurpateurs, on sait qu'il a obtenu le trône après la mort de son père vers 1510.
Sa biographie, qui confine parfois au mythe, comporte de nombreuses zones d'ombre et des auteurs tels que Alexis Kagame, Jan Vansina ou Luc de Heusch avancent des points de vue divergents. La chronologie notamment est souvent réduite aux conjectures.